# Cratere Lick
Lick è un cratere lunare di 31,63 km situato nella parte nord-orientale della faccia visibile della Luna.
Il cratere è dedicato al benefattore statunitense James Lick.

Il cratere con le strutture vicine in formato selenocromatico

## Crateri correlati
Alcuni crateri minori situati in prossimità di Lick sono convenzionalmente identificati, sulle mappe lunari, attraverso una lettera associata al nome.
| Lick | Coordinate            | Diametro (in km) |
| ---- | --------------------- | ---------------- |
| A    | 11°28′48″N 52°50′24″E | 24,4             |
| B    | 11°08′24″N 51°24′36″E | 21,16            |
| C    | 11°28′48″N 51°55′12″E | 8,28             |
| E    | 10°37′12″N 50°39′00″E | 7,82             |
| F    | 10°02′24″N 50°03′36″E | 22,14            |
| G    | 10°04′12″N 50°55′12″E | 4,78             |
| K    | 10°10′12″N 52°47′24″E | 4,79             |
| L    | 8°43′12″N 49°06′00″E  | 5,91             |
| N    | 9°40′12″N 47°54′00″E  | 23,51            |

Il cratere Lick D è stato ridenominato dall'Unione Astronomica Internazionale Greaves nel 1976.